# Polyscias gymnocarpa
Polyscias gymnocarpa е вид растение от семейство Araliaceae. Видът е критично застрашен от изчезване.

## Разпространение
Разпространен е в САЩ.